# Miradeltaphus mirabilis
Miradeltaphus mirabilis är en insektsart som beskrevs av Dash och Chandrasekhara A. Viraktamath 1995. Miradeltaphus mirabilis ingår i släktet Miradeltaphus och familjen dvärgstritar. Inga underarter finns listade i Catalogue of Life.